# Nina Luyer
Nina Luyer (ur. 6 sierpnia 1998 w Wiener Neustadt) – austriacka lekkoatletka, skoczkini wzwyż.
Srebrna medalistka (w drużynie) igrzysk europejskich (2015) – indywidualnie była 8. w skoku wzwyż.
Odpadła w eliminacjach podczas kwalifikacji do igrzysk olimpijskich młodzieży (2014) i mistrzostw świata juniorów młodszych (2015).
Mistrzyni Austrii w kategoriach młodzików (także w pchnięciu kulą), kadetów oraz juniorów.